# Vindicià
Vindicià (en llatí Vindicianus) va ser un destacat metge romà de religió cristiana que va viure al segle iv. Va ser mestre de Teodor Priscià.
Sant Agustí el cita com a astròleg, i diu que va abandonar l'astrologia per fer-se metge, quan va comprovar que els llibres d'astrologia estaven plens de falsedats i va decidir que no volia viure enganyant els altres. Va ser ell qui va aconsellar Agustí que deixés els llibres d'astrologia i que utilitzés els seus esforços en coses útils, com el mateix Agustí testifica. En un altre passatge, Agustí recorda que segons Vindicià, no existeix l'art de predir el futur, encara que de vegades les suposicions humanes eren corroborades per la sort.
Vindicià va arribar al càrrec de comes archiatrorum i va ser metge de l'emperador Valentinià I (364-375). Nomenat procònsol d'Àfrica va coronar a Agustí quan aquest va guanyar un concurs de retòrica.
Agustí li dona els més alts qualificatius i diu d'ell que era agut, savi, intel·ligent i el més gran metge del seu temps. Li atribueix un poema en hexàmetre curt, que consistia en l'enumeració de diverses substàncies mèdiques. En una carta a l'emperador Valentinià, Vindicià esmenta el títol d'una obra mèdica que havia escrit, però aquest llibre s'ha perdut.